# Down in the Groove
Albums de Bob Dylan
Knocked Out Loaded
(1986) Dylan and the Dead
(1989)
Down in the Groove est un album de Bob Dylan sorti en 1988.

## Historique
Pour l'album Bob Dylan a collaboré avec des artistes renommés, notamment Jerry Garcia, Eric Clapton, Ron Wood, Paul Simonon.

## Réception
Il fut mal accueilli par la critique, et les ventes furent mauvaises : l'album n'atteignit que la 61e place des charts aux États-Unis, et la 32e au Royaume-Uni.

## Titres
| 1.    | Let's Stick Together                          | Wilbert Harrison                                     | 3:09 |
| 2.    | When Did You Leave Heaven?                    | Walter Bullock, Richard Whiting                      | 2:15 |
| 3.    | Sally Sue Brown                               | Arthur June Alexander, Earl Montgomery, Tom Stafford | 2:29 |
| 4.    | Death Is Not the End                          | Bob Dylan                                            | 5:10 |
| 5.    | Had a Dream About You, Baby                   | Bob Dylan                                            | 2:53 |
| 6.    | Ugliest Girl in the World                     | Bob Dylan, Robert Hunter                             | 3:32 |
| 7.    | Silvio                                        | Bob Dylan, Robert Hunter                             | 3:05 |
| 8.    | Ninety Miles an Hour (Down a Dead End Street) | Hal Blair, Dan Robertson                             | 2:56 |
| 9.    | Shenandoah (traditionnel)                     |                                                      | 3:38 |
| 10.   | Rank Strangers to Me                          | Albert E. Brumley                                    | 2:57 |
| 32:10 |                                               |                                                      |      |

## Musiciens
- Bob Dylan – guitare, harmonica, claviers, chant
- Eric Clapton – guitare
- Alan Clark – claviers
- Sly Dunbar – batterie
- Nathan East – basse
- Mitchell Froom – claviers
- Jerry Garcia – chant
- Beau Hill – claviers
- Randy Jackson – basse
- Steve Jones – guitare
- Steve Jordan – batterie
- Danny Kortchmar – guitare
- Larry Klein – basse
- Mark Knopfler – guitare
- Brent Mydland – chant
- Madelyn Quebec – claviers, chœurs
- Robbie Shakespeare – basse
- Stephen Shelton – batterie, claviers
- Paul Simonon – basse
- Henry Spinetti – batterie
- Michael Baird – batterie
- Bob Weir – chant
- Kip Winger – basse
- Ronnie Wood – basse
- Peggie Blu, Alexandra Brown, Carolyn Dennis, Full Force, Willie Green Jr., Bobby King, Clydie King – chœurs